# Paweł Artymowicz
Paweł Artymowicz (ur. 24 czerwca 1961 w Warszawie; ps. You-Know-Who, używany w blogach) – polski astrofizyk, doktor habilitowany nauk fizycznych w zakresie astronomii, profesor i wykładowca University of Toronto.

## Życiorys
W latach 1980–1985 studiował astronomię na Wydziale Fizyki Uniwersytetu Warszawskiego i uzyskał tytuł zawodowy magistra astronomii. W 1984 roku otrzymał nagrodę drugiego stopnia w Konkursie Młodych Polskiego Towarzystwa Astronomicznego. W latach 1984–1985 był asystentem w Obserwatorium Astronomicznym Uniwersytetu Warszawskiego, a w latach 1985–1986 asystentem w Centrum Astronomicznym im. Mikołaja Kopernika PAN. W latach 1986–1990 asystent naukowy w Instytucie Teleskopu Kosmicznego (Space Telescope Science Institute, STScI) w Baltimore w Stanach Zjednoczonych i jednocześnie doktorant specjalny w Johns Hopkins University. W 1990 roku uzyskał stopień naukowy doktora nauk fizycznych w zakresie astronomii ze specjalnością astronomia za rozprawę Fale gęstości w galaktykach, przygotowaną w Centrum Astronomicznym im. Mikołaja Kopernika PAN. W latach 1990–1993 pracował w Obserwatorium Licka w Santa Cruz w Kalifornii jako stypendysta NASA (Hubble Fellow).
W 1993 roku zamieszkał w Sztokholmie i w latach 1993–1997 pełnił funkcję asystenta naukowego i wykładowcy na Uniwersytecie w Sztokholmie. W 1994 roku uzyskał najwyższy szwedzki stopień naukowy docenta na Wydziale Astronomii Uniwersytetu w Sztokholmie, a w 1996 roku stopień naukowy doktora habilitowanego w zakresie astronomii ze specjalnością astrofizyka za rozprawę Oddziaływania dysków astrofizycznych z układami gwiazdowymi i planetarnymi przygotowaną na Uniwersytecie Warszawskim. Od 1997 roku naukowiec (NFR Senior Researcher) w Sztokholmskim Obserwatorium Astronomicznym w Saltsjöbaden. Wiosną 2005 roku przeprowadził się ze Sztokholmu do Toronto w Kanadzie, opuszczając Sztokholmskie Obserwatorium Astronomiczne, by objąć stanowisko profesora astronomii, astrofizyki i fizyki na University of Toronto. Pracuje na Wydziale Nauk Fizycznych i Nauk o Środowisku (Department of Physical and Environmental Sciences) oraz na Wydziale Astronomii i Astrofizyki (Department of Astronomy and Astrophysics), gdzie zajmuje się badaniami nad pochodzeniem i ewolucją gwiazd podwójnych i układów planetarnych, dynamiką dysków astrofizycznych, fizyką pyłu międzygwiazdowego, częściowo również podwójnymi czarnymi dziurami i galaktykami aktywnymi. Buduje i popularyzuje superkomputery i fizyczne podstawy nauki obliczeniowej.
Autor i współautor licznych publikacji naukowych (w roku 2015: 88 publikacji, ponad 4000 cytowań). Posiada wysokie wskaźniki cytowań: h=31, i10=43 według Google Scholar. Jego specjalnościami KBN są astrofizyka, astronomia, astrofizyka teoretyczna, dynamika dysków astrofizycznych i układy planetarne także aerodynamika i aeronautyka. Prowadził badania m.in. w Max-Planck-Institut Jena (Niemcy), Service d’Astrophysique w Saclay (Francja), Uniwersytecie Hawajskim (USA), Université de Grenoble (Francja), Instytucie Teleskopu Kosmicznego w Baltimore (USA), Princeton University (USA), Kavli Institute for Theoretical Physics (USA) oraz na Uniwersytecie Kalifornijskim w Santa Cruz (USA), spędzając tam urlopy naukowe. W latach 2000–2004, w okresie pobytu w Szwecji, był zapraszany do nominowania kandydatów do Nagrody Nobla w dziedzinie fizyki i chemii. Współorganizował ponad 9 konferencji międzynarodowych i wygłosił ponad 25 referatów na konferencjach międzynarodowych. Dodatkowo pełnił funkcję członka redakcji miesięcznika Planetary and Space Science, kierownika szwedzkiego węzła Naukowej Sieci Europejskiej „Planet Origins” i koordynatora sieci europejskiej INTAS (2000–2003). Jest członkiem Polskiego Towarzystwa Astronomicznego, Międzynarodowej Unii Astronomicznej (dział F: Układy Planetarne i Astrobiologia, komisja 53 Układy Pozasłoneczne) i American Astronomical Society.

## Badania katastrofy smoleńskiej
Bada naukowo katastrofę polskiego Tu-154 w Smoleńsku. Jest jednym z głównych krytyków analiz Wiesława Biniendy, doktora University of Akron, i innych ekspertów w sprawie jej przyczyn. Przy użyciu obliczeń aerodynamicznych otrzymał rezultaty zbliżone do podanych w raportach Międzypaństwowego Komitetu Lotniczego (MAK) i Komisji Badania Wypadków Lotniczych Lotnictwa Państwowego (KBWLLP). Swoje obliczenia, wyniki, wizualizacje ostatnich 5 sekund lotu Tu-154M nr boczny 101 i komentarze publicystyczne przedstawia na cytowanym niżej blogu, w prasie, telewizji i w portalach publicystycznych. W 2011 roku zainteresował katastrofą smoleńską Grzegorza Szuladzińskiego, polskiego inżyniera pracującego w Australii. 28 maja 2012 roku podczas konferencji naukowej „Mechanika w Lotnictwie” w Kazimierzu Dolnym wygłosił referat pt. Aerodynamiczne obliczenia ostatnich sekund lotu PLF 101 w porównaniu z danymi zebranymi przez komisje badania wypadków.
14 czerwca 2012 roku zwołano specjalne posiedzenie Zespołu Parlamentarnego ds. zbadania przyczyn katastrofy), działającego w Sejmie Rzeczypospolitej Polskiej, aby umożliwić Pawłowi Artymowiczowi i Wiesławowi Biniendzie naukową dyskusję nad wynikami swoich badań. Do dyskusji nie doszło, gdyż Paweł Artymowicz wziął w tym dniu udział w umówionej rozmowie w Naczelnej Prokuraturze Wojskowej (NPW) w sprawie przekazania wyników badań. NPW i Artymowicz wydali w tej sprawie oświadczenia, a Naczelna Prokuratura Wojskowa wyjaśniła, że to Artymowicz skontaktował się z prokuratorami. Paweł Artymowicz uznał formę zaproszenia za obraźliwą i nazwał Zespół „de facto politycznym klubem dyskusyjnym”. Zespół Parlamentarny w swoim oświadczeniu stwierdził, że „Artymowicz po raz kolejny uniknął bezpośredniej dyskusji z prof. Wiesławem Biniendą i użył wobec prof. Wiesława Biniendy, Zespołu Parlamentarnego i jego Przewodniczącego języka pomówień i insynuacji”.
W kwietniu 2013 Artymowicz opublikował korelację dźwięku z kokpitu (zapisu CVR, cockpit voice recorder) z obrazem terenu katastrofy i szczątków samolotu, która wskazuje jakie kępy drzew i pojedyncze drzewa (w tym kluczową brzozę) ciął nisko lecący samolot w jakim czasie, z dokładnością kilku metrów i kilku setnych części sekundy. Ta praca podważa niektóre oficjalne interpretacje ścieżki dźwiękowej i dowodzi, że w samolocie nie nastąpiły wybuchy sugerowane przez ZP pod przew. A. Macierewicza.
W październiku 2013 Artymowicz opublikował list otwarty do prof. Biniendy, w którym ponowił prośbę o opublikowanie pełnego zbioru danych wejściowych do symulacji Biniendy, bez których są one niemożliwe do powtórzenia ani zweryfikowania (Binienda w oparciu o symulacje twierdzi, że TU-154M "nie miał prawa" stracić części lewego skrzydła na brzozie). Podkreślił, że nie ma przeszkód prawnych, aby dane zostały opublikowane. Zarzucił Biniendzie, że przy wsparciu "machiny propagandowej klubu sejmowego Macierewicza" wprowadził wielu Polaków w błąd, "nie zna się na aerodynamice", pomijał dane eksperymentalne FAA/NASA niesprzyjające jego opiniom, a jego wyniki są sprzeczne z fizyką lotu i stanem faktycznym na miejscu katastrofy. Pełny tekst listu opublikował na swoim blogu (zob. Linki zewnętrzne). W wywiadzie dla Faktów i Mitów skrytykował prace prof. Cieszewskiego i oświadczył, że "zebrani przez Macierewicza dyletanci lotniczy nie potrafili przez 3 lata działalności wnieść do sprawy nic ważnego". Zasiadał w komitecie naukowym konferencji PTMTS "Mechanics in Aviation XVI" (26-29 maja 2014). Współpracował z zespołem Laska (Zespołem ds. wyjaśniania opinii publicznej treści informacji i materiałów dotyczących przyczyn i okoliczności katastrofy pod Smoleńskiem, organem pomocniczym Prezesa Rady Ministrów), na stronach sieciowych którego zaprezentował w 2014 r. wyniki obliczeń fizycznych procesu uderzenia skrzydła samolotu Tu-154M w brzozę i jego skutków oraz symulacji półobrotu samolotu wyjaśniającej przycięcia drzew, trójwymiarową trajektorię i ułożenie samolotu w ciągu ostatnich sekund lotu, jak też ścisłą korelację zdarzeń obliczonych i śladów na ziemi z zapisem rejestratora dźwiękowego, w postaci prezentacji multimedialnych Zespołu Laska oraz referatów z konferencji "Mechanics in Aviation XVI". W 2016 r. wystąpił z wyjaśnieniem dlaczego dowódca PLF 101 zniżył się nieprzepisowo do małej wysokości, zanim załoga podjęła zarejestrowaną w czarnych skrzynkach próbę odejścia na drugi krąg. Okolicznością silnie sprzyjającą katastrofie było wg Artymowicza to, że ze względu na brak szkoleń w 36. pułku lotnictwa transportowego w zakresie rosyjskiej frazeologii komunikacji radiowej obowiązującej w 2010 r., na pokładzie Tupolewa zrozumiano błędnie dwa najważniejsze polecenia wydane przez kontrolerów lotu w Smoleńsku, "Posadka dopolnitiel'no; 120, 3 metra" oraz "Gorizont 101". Pierwsze polecenie miało zostać źle zrozumiane jako zezwolenie na lądowanie (por. blog Artymowicza w NaTemat.pl cyt. poniżej). Artymowicz stwierdził, że osoby z Zespołu Parlamentarnego pod przew. A. Macierewicza, które zatrudniono w 2015 r. w KBWL LP, nie są ekspertami lotniczymi i nie znają fizyki. Posądzają oni bezpodstawnie poprzednie komisje eksperckie o fałszowanie danych, gdyż nie rozumieją jak działają niektóre rejestratory tupolewa i manipulują opinią publiczną, przemilczając fakty sprzeczne z ich, z góry ustalonymi, tezami.
W kwietniu 2017 r. Artymowicz wystąpił jako niezależny ekspert na posiedzeniu Parlamentarnego Zespołu Platformy Obywatelskiej, który został powołany "do zbadania przypadków manipulowania przyczynami katastrofy Tu-154M z dnia 10 kwietnia 2010 r. w Smoleńsku, w celu osiągnięcia korzyści politycznych". Artymowicz odniósł się m.in. do sformułowanej przez podkomisję PKBWL LP tezy o wybuchu ładunku termobarycznego. Według niego "wybuch bomby jakiejkolwiek, zarówno trotylowej, z innych materiałów wysokoenergetycznych, jak też paliwowo-powietrznej, czyli termobarycznej, jest wykluczony przez zapisy w licznych, zdublowanych, wyprodukowanych w trzech różnych krajach i odczytanych w trzech różnych krajach, czarnych skrzynkach". Podkreślał, że nie znaleziono świadków eksplozji termobarycznej, ani jej śladów na wraku (w którym np. podłoga byłaby rozerwana lub silnie wygięta, co nie zaszło); dodatkowo sekcje zwłok potwierdziły, że płuca ofiar i bębenki uszne nie były uszkodzone w sposób wskazujący na wybuch. Zapewnił, że po zderzeniu z brzozą samolot utracił sterowność. Szefowi podkomisji PKBWL LP w MON dr. Berczyńskiemu zarzucił́, że nie zna "fizyki na poziomie podstawowym" oraz nie ma wiedzy w zakresie aerodynamiki. W wywiadach dla TVN24 i Rzeczpospolitej Artymowicz krytykował roczną działalność podkomisji Berczyńskiego za niekompetencję techniczną i brak inicjatywy zebrania dowodów rzeczowych w Rosji. Wg niego podkomisja nie odnosi się do realiów katastrofy smoleńskiej, a tworzy jedynie kolejną bajkę z gatunku fantasy: hipotezę bomby termobarycznej, która nie zostawia śladów i jest niesłyszalna.
Artymowicz uczestniczył 9 kwietnia 2018 w posiedzeniu zespołu parlamentarnego PO Marcina Kierwińskiego i udzielił wywiadu Kamili Terpiał z portalu Wiadomo.co, w którym zaprzeczył tezie podkomisji KBWLLP Macierewicza, jakoby znalezienie na wrakowisku pod powierzchnią ziemi drzwi 2L samolotu TU-154M miało świadczyć o wbiciu ich w wielką prędkością pionową w ziemię. W jego ocenie to nierealne, gdyż potrzebna byłaby początkowa prędkość równa prędkości dźwięku, niemożliwa do wytworzenia nawet przez duży ładunek wybuchowy, zaś blachy drzwi po takim wstrzeleniu w ziemię byłyby kompletnie zmięte. W ósmą rocznicę katastrofy wystąpił w programie TVN24 Fakty po Faktach, gdzie zaprzeczył hipotezie prezentowanej przez podkomisję Macierewicza przy MON, jakoby wszystkich pasażerów tupolewa PLF 101 zabił wybuch w centropłacie pod tzw. salonką pasażerską nr 3, w pobliżu drzwi 2L, pokazując fotograficzny dowód rzeczowy. Podłoga pod salonką nr 3 znaleziona na wrakowisku nie nosiła żadnych śladów hipotetycznego wybuchu: ani mechanicznych (nie była rozerwana ani nawet wygięta) ani chemicznych (analizy laboratorium kryminalistycznego policji nie stwierdziły obecności materiałów wybuchowych). Prof. Artymowicz pokazał też dowody fotograficzne potwierdzające brak wybuchu w lewym skrzydle. Szerzej przedyskutował kłamliwe wg niego hipotezy podkomisji Macierewicza w studiu TVN24 komentując na żywo zakończoną konferencję prasową tej podkomisji, jak też w audycji radiowej RMF FM, gdzie był gościem Marcina Zaborskiego. Podkreślił, że wybuchy wykluczyli w oparciu o badania wraku, którego podkomisja nigdy z bliska nie widziała, zarówno biegli Komisji Badania Wypadków, KBWLLP, jak i Prokuratury Krajowej. Argumenty rzekomo wspierające hipotezę wybuchu nawiązujące do zwiniętych blach, dużej liczby szczątków i drzwi znalezionych pod powierzchnią gruntu określił jako nierzetelne. Próba formalnego wycofania wniosków komisji KBWLLP Millera w 2011 r. dotyczących przyczyn katastrofy smoleńskiej jest wg Artymowicza groźna dla bezpieczeństwa lotów, gdyż może doprowadzić do anulowania poprawek do procedur stosowanych w lotnictwie wojskowym.
Po rozwiązaniu podkomisji A. Macierewicza w styczniu 2024 r., Artymowicz udzielił wywiadu opublikowanego w Gazecie Wyborczej. Opisał niekompetencję Macierewicza i członków podkomisji oraz podał liczne przykłady fałszerstw i ukrywania zachodnich ekspertyz nie potwierdzających ich tezy o zamachu smoleńskim. Wezwał rząd do poproszenia czterech zachodnich ekspertów o ponowne przekazanie całości ekspertyz zamówionych za pieniądze podatnika polskiego, w celu jak najszybszej publikacji i zakończenia śledztwa w sprawie wypadku.

## Życie osobiste
Jest synem Mikołaja Artymowicza. Ma żonę, Dorotę Monikę Artymowicz, doktora inżynierii materiałowej, oraz dwoje dzieci: córkę Annę i syna Adama. Brat Pawła Artymowicza, Andrzej Artymowicz, jest filmowcem i fotografikiem, doktorem sztuk muzycznych w zakresie reżyserii dźwięku, absolwentem Wydziału Reżyserii Dźwięku i członkiem Katedry Reżyserii Dźwięku Uniwersytetu Muzycznego Fryderyka Chopina.

## Wybrane publikacje
Jest autorem podręcznika Astrofizyka układów planetarnych (Państwowe Wydawnictwo Naukowe 1995, ISBN 83-01-11664-1) i ponad 85 publikacji w czasopismach naukowych, m.in.:
- Artymowicz, P., 1983, The role of accretion in binary star formation, Acta Astron., 33, 233
- Artymowicz, P., 1984, Toponium properties in the Coulomb-linear potential, Acta Phys. Pol., B16, 361
- Artymowicz, P., 1987, Self-regulating protoplanet growth, Icarus, 70, 303
- Artymowicz, P., Burrows, C., Paresce, F., 1989, The structure of the Beta Pictoris circumstellar disk from combined IRAS and coronagraphic observations, ApJ, 337, 494-513
- Artymowicz, P., Clarke, C. J., Lubow, S. H., and Pringle, J. E., 1991, The effect of an external disk on the orbital elements of a central binary, ApJ, 370, L35-L39
- Artymowicz, P., 1993, Disk-Satellite Interaction via Density Waves and the Eccentricity Evolution of Bodies Embedded in Disks, ApJ, 419, 166-180
- Artymowicz, P., and Lubow, S. H., 1994, Dynamics of binary–disk interaction: I. Resonances and disk gap sizes, ApJ, 421, 651-667
- Artymowicz, P., 1995, Astrofizyka układów planetarnych, PWN (podręcznik, 560 stron)
- Artymowicz, P., and Lubow, S. H., 1996, Mass Flow through Gaps in Circumbinary Disks, ApJ Lett, 467, L67-L71
- Artymowicz, P., 1997, Beta Pictoris: an Early Solar System? Ann.Rev. Earth Planet. Sci., 25, 175-219
- Takeuchi, T., Artymowicz, P., 2001, Dust migration and morphology in the gas disks of transi- tional Vega-type systems, ApJ, 557, 990
- Artymowicz, P., 2000, Beta Pictoris and Other Solar Systems, Space Sci. Reviews, v. 92, 69-86
- Liseau, R., Brandeker, A., Fridlund, M., Olofsson, G., Takeuchi, T., Artymowicz, P. 2003, The 1.2 mm image of the beta Pictoris disk, A&A, 402, 183-187
- Edgar R., and Artymowicz, P. 2004, Pumping of a planetesimal disc by a rapidly migrating planet, ApJ, 354, 769-772
- De Val Borro M., Edgar, R. G., Artymowicz, P., Ciecielag, P., et al. 2006, A comparative study of disk-planet interaction, MNRAS, 370, 529-558
- Papaloizou, J. C. B.; Nelson, R. P.; Kley, W.; Masset, F. S.; Artymowicz, P., 2007, Disk-Planet Interactions During Planet Formation, in Protostars and Planets V, 655-668
- Grigorieva A., Artymowicz, P., and Thebault, P. 2007, Collisional Dust Avalanches in Debris Disks, A&A, 461, 537-549
- de Val-Borro, M.; Artymowicz, P.; D’Angelo, G.; Peplinski, A., 2007, Vortex generation in protoplanetary disks, Astron. Astroph., 471, 1043-1055
- Peplinski, A., and Artymowicz, P., Mellema, G., 2008, Numerical simulations of type III planetary migration, MNRAS, 386, 164-178
- Ahmic, M., Croll, B., Artymowicz, P., 2009, Dust Distribution in the β Pictoris Circumstellar Disks, ApJ, 705, 529-542
- Wahhaj, Z., Liu, M., i in. w tym P. Artymowicz, 2011, The GemiThe Gemini NICI Planet-finding Campaign: Discovery of a Substellar L Dwarf Companion to the Nearby Young M Dwarf CD-35 2722, ApJ, 729, id 139, 13 pp.
- Fung, J., Artymowicz, P., 2014, Irradiation Instability at the Inner Edges of Accretion Disks, ApJ, 790, id 78, 11 pp.
- Fung, J., Artymowicz, P., 2015, The 3D Flow Field Around an Embedded Planet, ApJ, 811, id 101, 16 pp.